# 高興柳氏
高兴柳氏是朝鲜半岛的氏族，本贯全罗南道高兴郡。

## 历史
高兴柳氏的始祖是在高丽文宗时期担任族长的柳英。第七世传人柳清臣出身长兴府高伊部曲，与祖辈一样世代都在高伊部曲担任部曲吏。柳清臣从小便聪明勇敢，精通蒙古语，多次出使元朝，有出色的外交能力，因此深得高丽忠烈王的信任，破格提拔为三品郎将。之后多次被拔擢，担任光政院副使，不久升任判密直司事，高兴府院君。高伊部曲也被升格为高兴县，1914年，更名为高兴郡。
朝鲜时期，高兴柳氏出了31名科举及第者，其中文科3名、武科6名、司马试22名。

## 人物
- 柳濯（유탁，1311~1371)：高丽忠肃王6年，担任監門衛大護軍，封高兴君。1354年恭愍王3年，任高兴府院君，参与讨伐张士诚，立下汗马功劳。1360年，任京畿骑兵都尉，封为高兴侯，并曾出兵讨伐红巾军。朝鲜成立后，被追授辅国高兴伯，谥号忠靖[3]。
- 柳濬 (류준，1321-1406)：柳清臣之孙。被元朝政府任命为明威将军，世袭全罗道镇边万户侯达鲁花赤，负责监治地方军政事务。太祖时期的原从功臣，官拜检校参赞。贞庆翁主之父。1400年，以判三司事致仕。谥号胡安。
- 柳湿（류습，1367~1439)：柳濯之子，任果毅上将军。朝鲜太祖时期的原从功臣，先后担任礼曹、刑曹、兵曹、吏曹的典书、全罗、忠清、平安三道节度使等职务，接着晋升为中军都总制。1419年 世宗1年，担任右军元帅，征伐对马岛。后因病辞官，死后谥号襄靖。
- 柳梦寅 (유몽인，1559~1623)：在朝鲜中期以文学家、外交家闻名，擅长篆书、礼仪、书法、草书。1582年（宣祖15年）进士及第，1589年，文科状元及第。1592年，担任世子侍讲院文学，教授光海君。在宣祖和光海君在位时期，多次出使明朝。1623年仁祖反正后，因被诬陷企图为光海君复辟，与儿子柳瀹一起被以叛国罪处死。正祖时期，被追授吏曹判书，谥号义贞[4]。
- 柳宽顺 (유관순，1902~1920)：三一运动时，殉国的烈士。2019年，在三一独立运动100周年纪念仪式上，时任总统文在寅对柳宽顺追授「大韩民国一等功绩建国勋章」[5]

## 集姓村
- 全罗南道高兴郡高兴面
- 全罗南道高兴郡道阳邑
- 全罗北道高敞郡高敞邑
- 全罗北道井邑市内藏面
- 江原道春川市南面

## 行列字
| 27世    | 28世          | 29世            | 30世          | 31世            | 32世          | 33世            | 34世          | 35世            | 36世          | 37世            | 38世          | 39世            | 40世          | 41世            | 42世          |
| ------- | ------------- | --------------- | ------------- | --------------- | ------------- | --------------- | ------------- | --------------- | ------------- | --------------- | ------------- | --------------- | ------------- | --------------- | ------------- |
| ◯석(錫) | 제(濟) 해(海) | ◯상(相) ◯식(植) | 연(然) 희(熙) | ◯규(圭) ◯균(均) | 종(鍾) 현(鉉) | ◯세(洗) ◯영(永) | 내(來) 동(東) | ◯열(烈) ◯섭(燮) | 재(在) 시(時) | ◯옥(鈺) ◯회(會) | 태(泰) 호(浩) | ◯근(根) ◯걸(杰) | 광(光) 경(炅) | ◯배(培) ◯기(基) | 용(鎔) 진(鎭) |